# 隆家堡乡
隆家堡乡，是中华人民共和国湖南省怀化市麻阳苗族自治县下辖的一个乡镇级行政单位。

## 行政区划
隆家堡乡下辖以下地区：
隆家堡村、步云坪村、马颈坳村、蛮溪村、勾坳村、三角坳村、王坡村、塘头山村、木架洲村、黄溪村、房家庄村、程禾溪村和老竹溪村。